# Tiefbohrmaschine
Auf Tiefbohrmaschinen werden besonders tiefe Bohrungen in metallene Werkstücke gebohrt. Dazu stehen eine Reihe bestimmter Tiefbohrverfahren zur Auswahl, für die spezielle Werkzeugmaschinen notwendig sind.
Tiefbohrmaschinen ähneln im Aufbau einer konventionellen Drehmaschine und bestehen im Wesentlichen aus zwei Baugruppen. Dies ist zum einen die eigentliche Maschine und eine Tank- und Reinigungsanlage, die den in großen Mengen benötigten Kühlschmierstoff bereitstellt, dem Prozess zuführt und anschließend wieder reinigt. 
Auf dem Maschinenbett befinden sich auf der Werkzeugseite ein verfahrbarer Spindelkasten, der die Dreh- und Vorschubbewegung des Bohrers realisiert, einige Lünetten zur Aufnahme von Dämpfungselementen und ein weiterer Schlitten, der bei dem BTA-Tiefbohrverfahren den Bohrölzuführapparat (BOZA) aufnimmt, beim Einlippenbohrverfahren den Spänekasten. Auf der Werkstückseite, die auch als Tisch ausgebildet sein kann, sind entsprechend dem Werkstück Spannelemente vorhanden. Bei rotationssymmetrischen Werkstücken kann auch hier ein weiterer Spindelkasten angebracht sein, um im sogenannten Gegenlauf, d. h. rotierendes Werkstück und Werkzeug arbeiten zu können.
Je nach Tiefbohrverfahren und Bohrdurchmesser können die Maschinen bis zu 45 m Gesamtlänge haben. Bohrungen von ⌀ 0,8 mm bis zu 1800 mm können in Längen bis zum 250fachen des Bohrdurchmessers bearbeitet werden. 